# Launceston and South Devon Railway
Launceston and South Devon Railway war eine britische Eisenbahngesellschaft in Devonshire in England.
Die Gesellschaft erhielt am 30. Juni 1862 die Konzession zum Bau einer 31 Kilometer langen Bahnstrecke von Tavistock nach Launceston. In Tavistock bestand ein Anschluss zur South Devon and Tavistock Railway. Am 1. Juni 1865 wurde die Strecke in der Breitspur von 2140 mm eröffnet. Die South Devon Railway übernahm die Launceston and South Devon Railway am 24. Juni 1869. 